# Quan hải tùng thư
Quan hải tùng thư là một cơ quan xuất bản của Tân Việt Cách mệnh Đảng do Đào Duy Anh sáng lập và phụ trách có trụ sở tại Huế

## Lịch sử
Sau khi được Trần Mộng Bạch, một trong những người sáng lập ra Hội Phục Việt, về sau đổi tên sang Tân Việt Cách mạng Đảng kết nạp ông vào Đảng Tân Việt năm 1927. Ông được phân công tìm kiếm các tài liệu về các học thuyết cách mạng để nhằm bổ sung cho đường lối hoạt động của Đảng Tân Việt, lúc này Đảng Tân Việt thường có những cuộc gặp thường xuyên với Hội Việt Nam Cách mạng Thanh niên do Nguyễn Ái Quốc sáng lập nên những ảnh hưởng của tư tưởng cộng sản và chủ nghĩa Mác cũng đã tác động vào các thành viên của Đảng Tân Việt
Trên cơ sở đó, ông đã đề xuất với Đảng cho thành lập Quan hải tùng thư xuất bản các cuốn sách với mục đích việc xuất bản hợp pháp mà gieo rắc vào tâm trí của thanh niên ta một ít kiến thức sơ đẳng về chủ nghĩa Mác, lẫn với một ít kiến thức mới về khoa học, nhất là khoa học xã hội để nhằm các độc giả của tùng thư mà phát triển đảng..
- Về hình thức: Quan hải tùng thư tương tự Đông Dương văn khố ở Trung Quốc lúc đó, cho xuất bản ra những tập sách nhỏ dưới 100 trang.
- Về nội dung: Xuất phát từ truyền thống là tư tưởng Nho giáo, Tam giáo của người Việt, nên các tác phẩm của Quan hải tùng thư bắt đầu cho độc giả làm quen bằng tư tưởng khoa học và tư tưởng duy vật, rồi từ đó các tác phẩm sau nâng cấp dần lên để độc giả hiểu được tư tưởng duy vật biện chứng của chủ nghĩa Mác
- Về tổ chức: Ngoài Đào Duy Anh phụ trách chính, còn có các thành viên khác tham gia công việc biên tập là Trần Đình Nam, Trần Mạnh Nhẫn, Võ Liêm Sơn, Phan Đăng Lưu

Sau khi xuất bản được 13 tập sách theo thứ tự thời gian, đến tháng 7 năm 1929 Đào Duy Anh bị chính quyền thực dân Pháp bắt, Quan hải tùng thư bị đình bản

## Các tác phẩm xuất bản
- Trí khôn, Trần Đình Nam
- Lịch sử các học thuyết kinh tế, quyển thượng, Đào Duy Anh dich
- Đông Tây văn hóa phê bình, Võ Liêm Sơn dịch
- Thế giới cường quốc chính thể, Trần Mạnh Nhẫn dịch
- Hài văn, Võ Liêm Sơn
- Phụ nữ vận động, Đào Duy Anh dịch
- Lịch sử nhân loại, Đào Duy Anh dịch
- Xã hội luận, Phan Đăng Lưu dịch
- Lịch sử các học thuyết kinh tế, quyển hạ, Phan Đăng Lưu dịch
- Tôn giáo là gì? Xã hội là gì? Dân tộc là gì?, Đào Duy Anh soạn